# Проєкт «Динозавр»
«Проєкт «Динозавр»» — кінофільм режисера Сіад Беннетта, що вийшов на екрани в 2011 році.

## Зміст
Група вчених відправляється в глибину джунглів, щоб підтвердити слух про рептилії, подібні до якої вважалися зниклими. По дорозі дослідники стикаються з деякими негараздами, в результаті яких виявляються відрізаними від допомоги в диких місцях, наодинці з первісним жахом...

## Ролі
| Актор            | Роль |
| ---------------- | ---- |
| Метт Кейн        | -    |
| Річард Діллейн   | -    |
| Пітер Брук       | -    |
| Наташа Лорінг    | -    |
| Стефен Дженнінгс | -    |
| Андре Вейдман    | -    |
| Абена Айівор     | -    |
| Сиву Нобонгоза   | -    |

## Знімальна група
- Режисер — Сід Беннетт
- Сценарист — Сід Беннетт, Джей Басу, Том Прідхема
- Продюсер — Нік Хілл, Женев'єва Хофмайєр, Том Прідхема
- Композитор — Річард Блейр-Оліфант